# ويليام دبليو. ونايت
ويليام دبليو. ونايت (بالإنجليزية: William W. Knight)‏ هو سياسي أمريكي، ولد في 11 يونيو 1913 في الولايات المتحدة، وتوفي في 1 فبراير 1987 في الولايات المتحدة. حزبياً، نشط في الحزب الديمقراطي. وقد انتخب عضو مجلس نواب بنسيلفانيا.